# Balistes willughbeii
Balistes willughbeii es una especie de peces de la familia Balistidae en el orden de los Tetraodontiformes.

## Morfología
Los machos pueden llegar alcanzar los 13,1 cm de longitud total.

## Distribución geográfica
Se encuentra en las  costas centrales del Pacífico oriental.